# Tamoul
Cette page contient des caractères d'alphasyllabaires indiens. En cas de problème, consultez Aide:Unicode.
Cet article concerne la langue tamoule. Pour le groupe ethnolinguistique, voir Tamouls.
Le tamoul, ou tamil (தமிழ் (tamiḻ), /t̪ɐmɨɻ/), est une langue originaire de l'Inde du Sud, appartenant à la branche méridionale des langues dravidiennes. Il s'écrit au moyen d'un alphasyllabaire dérivé du grantha, provenant lui-même de la brahmi, qui a été conçu selon le modèle de l'ancien tamoul. Ses locuteurs natifs sont appelés les Tamouls. 
En Inde, c'est la langue officielle de l'État du Tamil Nadu et l'une des langues officielles du territoire de Pondichéry. Elle est aussi reconnue indépendamment à l'échelle fédérale en tant qu'une des 22 langues constitutionnelles du pays,. Le tamoul est une des langues officielles du Sri Lanka et de Singapour. Elle peut être parlée parmi les diasporas tamoules aux Fidji, en Malaisie, en Birmanie, en Afrique du Sud, à l'île Maurice, à l'île de La Réunion et dans les Caraïbes, notamment en Guadeloupe, Martinique, Guyana, Trinité-et-Tobago… mais aussi en Europe, en Amérique du Nord et en Océanie (notamment en Australie). Le nombre total de locuteurs est évalué à 83 millions, dont 69 millions en Inde,. Proportionnellement, c'est la langue la plus utilisée en Inde par ses locuteurs sur Internet (42 % des tamoulophones utilisent Internet),.
Langue d'une ancienneté millénaire et riche d'une vaste tradition littéraire et culturelle, le tamoul a officiellement été déclaré comme « langue classique » par le gouvernement indien en 2004. Elle est la première langue du pays à bénéficier de ce statut, qui octroie des facilités à destination de la recherche, soutenue par l'État. Le tamoul comprend cependant de nombreux dialectes assez éloignés les uns des autres.

## Histoire de la langue
Le tamoul appartient au sous-groupe méridional de la famille des langues dravidiennes. L'histoire de la langue tamoule est habituellement subdivisée en trois stades : le vieux tamoul, le moyen tamoul et le tamoul moderne. Le passage d'un stade à l'autre correspond à un certain nombre de changements phonologiques et grammaticaux, ainsi qu'à des évolutions de la syntaxe.
Le vieux tamoul couvre la période allant du IIIe siècle av. J.-C. au VIIIe siècle. Les premiers écrits en vieux tamoul sont d'abord de courtes inscriptions datées des IIIe siècle av. J.-C. et IIe siècle av. J.-C., trouvées sur les parois des grottes près de Madurai et Villupuram et sur les poteries. Ces inscriptions utilisent une variante de l'écriture brahmi appelée tamil-brahmi. Le plus ancien recueil connu de cette époque, donc aussi de la langue tamoule, est le Tolkāppiyam, dont les premières couches remonteraient à la fin du iie siècle, et qui traite de la phonétique, la rhétorique et la grammaire. La littérature du Sangam s'inscrit pour la plupart dans la première moitié de cette période. Ses œuvres qui nous sont parvenues sont regroupées dans un corpus constitué de 2 381 poèmes composés par 473 auteurs, dont au moins 27 poétesses.
Les limites exactes du moyen tamoul restent floues. Il est généralement admis que le passage du vieux au moyen tamoul est achevé au VIIIe siècle. Les changements les plus importants par rapport à la phase précédente sont, en phonétique, la quasi-disparition du phonème appelé āytam (ஃ), la coalescence de la consonne nasale alvéolaire en nasale dentale et enfin la transformation de l'occlusive alvéolaire en rétroflexe. En grammaire, la période médiévale voit émerger un 3e temps, le présent, en plus du passé et du futur. La marque grammaticale ou l'affixe kiṉṟa (கின்ற), permettant désormais de conjuguer un verbe au présent, est issue de la combinaison de l'aspect duratif du verbe ou encore de l'indication sur le déroulement de ce dernier, kil (கில்), et d'une marque de temps, ṉ (ன்).
Le moyen tamoul emploie une écriture probablement issue du tamil-brahmi, le vatteluttu, qui se traduit littéralement par « écriture arrondie ». Nombre de temples médiévaux, tels que les parois du grand temple Brihadesvara de Thanjavur, en sont couverts.
Aux alentours du VIIIe siècle, le moyen tamoul évolue pour donner naissance au malayalam dans la partie montagneuse occidentale. Le moyen tamoul est donc l'ancêtre du tamoul moderne et du malayalam, parlé dans l'actuel État de Kerala,.

## Dialectes

### Diglossie du tamoul
Il existe une grande divergence entre la langue tamoule écrite (sentamizh) et la langue parlée (koduntamizh). D'une façon générale, il existe un tamoul littéraire, utilisé dans les journaux, les livres, etc., qui respecte des règles strictes d'orthographe, de grammaire et de syntaxe ; et un tamoul populaire, utilisé à l'oral ou dans les médias ; une telle situation peut être qualifiée de diglossie. Le tamoul populaire est extrêmement variable d'un pays à l'autre, d'une région à l'autre, voire d'un village à l'autre : même un locuteur maîtrisant le tamoul littéraire, c'est-à-dire officiel, peut ne rien comprendre à cette langue, qui utilise en abondance des noms étrangers (lugéj : bagage, de l'anglais luggage, zanti : gentil, du français…) souvent adaptés à la prononciation de la langue. Ceci s'explique par le fait qu'une communauté tamoule importante réside dans des pays étrangers, la population vivant dans ces pays mélangeant le tamoul avec la langue parlée dans le pays[réf. souhaitée].
Depuis le début du XXe siècle, les grammairiens tamouls tentent de rapprocher la langue écrite de la langue parlée, tout en conservant les particularités de cette écriture très ancienne.

### Différences avec les langues dravidiennes sud-indiennes
L'histoire littéraire du tamoul, longue de plus de deux millénaires, est marquée par diverses périodes caractérisées par une alternance de rapprochement et d'éloignement par rapport au sanskrit jusqu'à une époque relativement récente, le milieu du XXe siècle, où l'on a entrepris en Inde tamoule le Tanittamil Iyakkam ou « Mouvement du Tamoul indépendant », important mouvement littéraire et politique cherchant à « purifier » la langue écrite en la dépouillant d'une partie de son lexique sanskritisant,,. Cela s'est traduit par une importante création et institutionnalisation de néologismes construits à partir du tamoul ancien, à l'usage peu populaire hors des milieux savants et lettrés. Ainsi, le tamoul standard moderne se distingue des autres grandes langues dravidiennes du sud de l'Inde, qui ont conservé davantage de lexique sanskrit.
Sur le plan de la syntaxe, cependant, la proximité avec les langues dravidiennes dérivées des états voisins : malayalam (Kerala), télougou (Andhra Pradesh), kannada ou canarais (Karnataka) reste très grande et sur le plan culturel, les affinités sont extrêmement fortes entre ces différents états de l'Inde du Sud.

### Différences avec le tamoul srilankais
Le tamoul du Sri Lanka, lui, n'a été touché par ces transformations que dans une moindre mesure et a conservé davantage de lexique sanskrit dans sa langue écrite tout en ayant aussi gardé des éléments de tamoul ancien qui ont disparu du tamoul indien,. Les contacts prolongés avec la langue et la culture singhalaises et l'histoire même du Sri Lanka et des migrations tamoules lui confèrent d'autres caractéristiques qui le distinguent clairement du tamoul indien, même s'il s'agit bien de la même langue et que de nombreux traits culturels sont semblables.
« Tamoul srilankais » peut désigner deux variétés de langue. L'une est une variété formelle et institutionnalisée à l'échelle de l'île, le tamoul standard srilankais, qui ne se distingue que peu du tamoul standard moderne indien, car les deux se basent sur le tamoul littéraire ; l'autre est un ensemble de variétés dialectales propres aux populations indigènes de l'île, les dialectes tamouls srilankais, qui se distinguent très fortement du tamoul indien dans ses formes dialectales. Ainsi, selon les dialectes, le « tamoul srilankais » peut être complètement non intelligible mutuellement avec le tamoul parlé en Inde.

## Lettres
La romanisation est donnée selon la norme ISO 15919.

### Voyelles

#### Voyelles courtes
|            | Antérieures | Antérieures | Antérieures | Centrales | Centrales | Centrales | Postérieures | Postérieures | Postérieures |
| ---------- | ----------- | ----------- | ----------- | --------- | --------- | --------- | ------------ | ------------ | ------------ |
| Fermées    | [i]         | இ           | i           |           |           |           | [u]          | உ            | u            |
| Mi-fermées | [e]         | எ           | e           |           |           |           | [o]          | ஒ            | o            |
| Ouvertes   |             |             |             | [a]       | அ         | a         |              |              |              |

#### Voyelles longues
|            | Antérieures | Antérieures | Antérieures | Centrales | Centrales | Centrales | Postérieures | Postérieures | Postérieures |
| ---------- | ----------- | ----------- | ----------- | --------- | --------- | --------- | ------------ | ------------ | ------------ |
| Fermées    | [iː]        | ஈ           | īi          |           |           |           | [uː]         | ஊ            | uu           |
| Mi-fermées | [eː]        | ஏ           | aē          |           |           |           | [oː]         | ஓ            | ōa           |
| Ouvertes   |             |             |             | [aː]      | ஆ         | aa        |              |              |              |

#### Diphtongues
| [aɪ̯] | ஐ | ai |
| [aʊ̯] | ஔ | ow |

### Consonnes
|                   |                   | Labiales | Labiales | Labiales | Dentales | Dentales | Dentales | Alvéolaires | Alvéolaires | Alvéolaires | Rétroflexes | Rétroflexes | Rétroflexes | Palatales | Palatales | Palatales | Vélaires | Vélaires | Vélaires |
| ----------------- | ----------------- | -------- | -------- | -------- | -------- | -------- | -------- | ----------- | ----------- | ----------- | ----------- | ----------- | ----------- | --------- | --------- | --------- | -------- | -------- | -------- |
| Nasales           | Nasales           | [m]      | ம        | im       | [n̪]      | ந        | inth     | [n]         | ன           | iṉ          | [ɳ]         | ண           | iṇ          | [ ɲ]      | ஞ         | inj       | [ŋ]      | ங        | ing      |
| Occlusives        | Occlusives        | [p]      | ப        | ip       | [t̪]      | த        | ith      |             |             |             | [ʈ ]        | ட           | iṭ          | [t͡ɕ]      | ச         | ich       | [k]      | க        | ik       |
| Spirantes         | centrales         | [ʋ]      | வ        | iv       |          |          |          |             |             |             | [ɻ ]        | ழ           | izḻ         | [ j]      | ய         | iy        |          |          |          |
| Spirantes         | latérales         |          |          |          | [l̪]      | ல        | il       |             |             |             | [ɭ ]        | ள           | iḷ          |           |           |           |          |          |          |
| Roulées / Battues | Roulées / Battues |          |          |          |          |          |          | [r]         | ற           | iṟ          | [ɽ]         | ர           | ir          |           |           |           |          |          |          |

- Une consonne occlusive peut être voisée lorsqu'elle se trouve après une consonne nasale.

### Alphasyllabaire
Le tamil est noté à l'aide d'un alphasyllabaire — tout comme les autres langues indiennes et sud-asiatiques d'origine indienne — composé de douze voyelles, உயிர் எழுத்து (Lettres de l'âme ; 5 courtes : a, i, u, e, o ; 5 longues : ā, ī, ū, ē, ō ; 2 diphtongues : ai, au), et de dix-huit consonnes, divisées en trois classes (6 consonnes rudes, 6 moyennes et 6 douces). Cinq autres consonnes, dites grantha, sont ajoutées à ce système pour retranscrire les sons des mots étrangers, historiquement sanskrits, mais de plus en plus anglais.
Le graphème d'une consonne est doté par défaut d'une voyelle, le plus souvent un /a/, pour former une syllabe. D'autres signes, ajoutés en linéaire à la consonne, viennent modifier la voyelle par défaut pour former de nouvelles syllabes finissant par /i/, /u/, etc. Le tableau ci-dessous recense les différentes combinaisons possibles.
Ainsi, le mot uyir (« vie, âme ») s'écrit உயிர், c'est-à-dire u + yi + r.
- Une voyelle n'est utilisée qu'en initiale d'un mot (ici u/உ pour உயிர்.
- La 2e voyelle i est obtenue par l'ajout d'un signe à la syllabe ya/ய pour former la nouvelle syllabe yi/யி.
- La dernière lettre ர/r est surmontée d'un point (.) pour signaler qu'elle n'est pas suivie de la voyelle a.

|     | அ a | ஆ aa | இ i | ஈ ii | உ u | ஊ uu | எ e | ஏ ee | ஐ ai | ஒ o | ஓ oa | ஔ au |
| --- | --- | ---- | --- | ---- | --- | ---- | --- | ---- | ---- | --- | ---- | ---- |
| க் k | க   | கா    | கி   | கீ    | கு   | கூ    | கெ   | கே    | கை    | கொ   | கோ    | கௌ    |
| ங் ṅ | ங   | ஙா    | ஙி   | ஙீ    | ஙு   | ஙூ    | ஙெ   | ஙே    | ஙை    | ஙொ   | ஙோ    | ஙௌ    |
| ச் c | ச   | சா    | சி   | சீ    | சு   | சூ    | செ   | சே    | சை    | சொ   | சோ    | சௌ    |
| ஞ் ñ | ஞ   | ஞா    | ஞி   | ஞீ    | ஞு   | ஞூ    | ஞெ   | ஞே    | ஞை    | ஞொ   | ஞோ    | ஞௌ    |
| ட் ṭ | ட   | டா    | டி   | டீ    | டு   | டூ    | டெ   | டே    | டை    | டொ   | டோ    | டௌ    |
| ண் ṇ | ண   | ணா    | ணி   | ணீ    | ணு   | ணூ    | ணெ   | ணே    | ணை    | ணொ   | ணோ    | ணௌ    |
| த் t | த   | தா    | தி   | தீ    | து   | தூ    | தெ   | தே    | தை    | தொ   | தோ    | தௌ    |
| ந் n | ந   | நா    | நி   | நீ    | நு   | நூ    | நெ   | நே    | நை    | நொ   | நோ    | நௌ    |
| ப் p | ப   | பா    | பி   | பீ    | பு   | பூ    | பெ   | பே    | பை    | பொ   | போ    | பௌ    |
| ம் m | ம   | மா    | மி   | மீ    | மு   | மூ    | மெ   | மே    | மை    | மொ   | மோ    | மௌ    |
| ய் y | ய   | யா    | யி   | யீ    | யு   | யூ    | யெ   | யே    | யை    | யொ   | யோ    | யௌ    |
| ர் r | ர   | ரா    | ரி   | ரீ    | ரு   | ரூ    | ரெ   | ரே    | ரை    | ரொ   | ரோ    | ரௌ    |
| ல் l | ல   | லா    | லி   | லீ    | லு   | லூ    | லெ   | லே    | லை    | லொ   | லோ    | லௌ    |
| வ் v | வ   | வா    | வி   | வீ    | வு   | வூ    | வெ   | வே    | வை    | வொ   | வோ    | வௌ    |
| ழ் ḻ | ழ   | ழா    | ழி   | ழீ    | ழு   | ழூ    | ழெ   | ழே    | ழை    | ழொ   | ழோ    | ழௌ    |
| ள் ḷ | ள   | ளா    | ளி   | ளீ    | ளு   | ளூ    | ளெ   | ளே    | ளை    | ளொ   | ளோ    | ளௌ    |
| ற் ṟ | ற   | றா    | றி   | றீ    | று   | றூ    | றெ   | றே    | றை    | றொ   | றோ    | றௌ    |
| ன் ṉ | ன   | னா    | னி   | னீ    | னு   | னூ    | னெ   | னே    | னை    | னொ   | னோ    | னௌ    |

Les cinq lettres dites grantha sont les suivantes : ஜ (ja), ஷ (ṣa), ஸ (sa), ஹ (ha) et la 5e, qui n'est plus utilisée, est ஶ (śa).

### Chiffres
Le système de numération décimal tamoul utilise les lettres dérivées du grantha. 
- ௧ (1)
- ௨ (2)
- ௩ (3)
- ௪ (4)
- ௫ (5)
- ௬ (6)
- ௭ (7)
- ௮ (8)
- ௯ (9)
- ௰ (10)
- ௱ (100)
- ௲ (1000)

Ce système de notation n'est plus utilisé depuis plusieurs siècles, mais on retrouve de telles inscriptions sur les temples hindous. On utilise aujourd'hui les chiffres dits « arabes » ou « indo-arabes », originaires de l'Inde du Nord et transmis au reste du monde par les Arabo-musulmans.

### Quelques nombres en tamoul
| Tamoul | Français         |
| ------ | ---------------- |
| ஒன்று    | Un               |
| இரண்டு   | Deux             |
| மூன்று    | Trois            |
| நான்கு    | Quatre           |
| ஐந்து    | Cinq             |
| ஆறு     | Six              |
| ஏழு     | Sept             |
| எட்டு    | Huit             |
| ஒன்பது   | Neuf             |
| பத்து    | Dix              |
| இருபது   | Vingt            |
| முப்பது   | Trente           |
| நாற்பது   | Quarante         |
| ஐம்பது   | Cinquante        |
| அறுபது   | Soixante         |
| எழுபது   | Soixante-dix     |
| எண்பது   | Quatre-vingt     |
| தொண்ணூறு   | Quatre-vingt-dix |
| நூறு     | Cent             |
| ஆயிரம்   | Mille            |

## Grammaire
Le tamoul est une langue post-positionnelle, principalement SOV, qui possède une syntaxe très stricte : 
- les adjectifs précèdent les noms ;
- les compléments d'objet directs précèdent les compléments indirects ;
- les adjectifs et compléments de temps précèdent ceux relatifs au lieu.

Le tamoul compte trois temps : le passé, le présent et le futur. Le contexte de la phrase permet de situer avec plus de précision. Il n'existe pas de verbe en tamoul pour exprimer la possession ; on a recours à une formule employant un datif (complément indirect). Le premier dictionnaire français-tamoul, constamment réédité depuis 1850, a été publié par un missionnaire français, Louis-Savinien Dupuis (M.E.P., 1806-1874), aidé de Louis-Marie Mousset (1808-1888).

### Déclinaison des substantifs
En grammaire tamoule, on compte une seule déclinaison, puisque tous les noms prennent à leurs divers cas les mêmes terminaisons. Les grammairiens ne sont pas unanimes sur le nombre de cas, même si, probablement sous l'influence du sanskrit, on retient sept cas plus le vocatif comme le huitième cas. Ces cas portent le nom de leur numéro d'ordre (ex. 1er cas, 2e cas…) ou le nom de leur terminaison : 
- le premier cas, le nominatif, est généralement le cas du sujet. Il n'a pas de terminaison, sinon celle des noms, qui est extrêmement variée (நாய் பார்க்கிறது, nāy pārkkiṟatu, « le chien regarde ») ;
- le deuxième cas, l'accusatif ou encore complément d'objet direct, a pour terminaison ai (நான் நாயை பார்க்கிறேன், nāṉ nāyai pārkkiṟēṉ, « je regarde le chien »). Lorsque le C.O.D est indéfini, celui-ci peut se mettre au nominatif (நீ ஒரு நூல் படி, nī oru nūl paṭi, « lis un livre ») ;
- le troisième cas tamoul regroupe l'instrumental (moyen) et l'associatif ou le comitatif qui exprime l'accompagnement et ses terminaisons sont les suivantes : āl, ōṭu ou uṭaṇ ; cette dernière terminaison est plus formelle (அவன் நாயோடு வந்தான், avaṉ nāyōṭu vantāṉ, « il est venu avec le chien »). Certains linguistes considèrent l'instrumental (-āl) et l'associatif (-ōṭu et -uṭaṇ) comme deux cas distincts ;
- le quatrième cas, le datif, qui désigne à la fois le complément d'attribution et la direction, a pour suffixe (u)kku (அதை நாயுக்கு கொடு!, atai nāyukku koṭu, « donne-le au chien ! ») ;
- le cinquième cas, l'ablatif, qui exprime la provenance, se décline généralement par (il)iruntu (அவன் மரத்திலிருந்து விழுந்தான், avaṉ marattiliruntu viḻuntāṉ, « il est tombé de l'arbre ») ;
- le sixième cas, le génitif, exprimant la possession, a pour terminaison iṉ, atu ou uṭaiya. C'est le possesseur qui porte la marque du génitif (நாயின் உணவு, nāyiṉ uṇavu, « la nourriture du chien ») ;
- le septième cas, le locatif, correspond généralement au complément circonstanciel de lieu -il, et dans certains cas au complément d'objet indirect -iṭam (மரத்தில், marattil, « dans l'arbre ») ;
- un huitième cas complète parfois la liste : le vocatif (interpellatif) (எட்டனுருபு, eṭṭaṉurupu).

| Tamoul        | Français     | Suffixes        | Singulier | Singulier   | Pluriel  | Pluriel        |
| ------------- | ------------ | --------------- | --------- | ----------- | -------- | -------------- |
| Premier cas   | Nominatif    | [Zéro]          | நாய்        | nāy         | நாய்கள்     | nāykaḷ         |
| Deuxième cas  | Accusatif    | ai              | நாயை        | nāyai       | நாய்களை     | nāykaḷai       |
| Troisième cas | Instrumental | al, ōṭu, uṭaṇ   | நாயோடு       | nāyōṭu      | நாய்களோடு    | nāykaḷōṭu      |
| Quatrième cas | Datif        | (u)kku          | நாயுக்கு      | nāyukku     | நாய்களுக்கு   | nāykaḷukku     |
| Cinquième cas | Ablatif      | (il)iruntu      | நாயிலிருந்து    | nāyilirundu | நாய்களிலிருந்து | nāykaḷiliruntu |
| Sixième cas   | Genitif      | iṉ, atu, uṭaiya | நாயின்       | nāyiṉ       | நாய்களின்    | nāykaḷiṉ       |
| Septième cas  | Locatif      | il, iṭam        | நாயில்       | nāyil       | நாய்களில்    | nāykaḷil       |

### Pronoms personnels
Comme toutes les langues dravidiennes, le tamoul possède deux pronoms à la première personne du pluriel, le premier exclusif, nāṅkaḷ/நாங்கள், qui n'intègre pas l'interlocuteur dans le groupe (eux, moi — mais pas toi ou vous), le second inclusif, nām/நாம், qui inclut la personne qui écoute (eux, moi mais également toi). À la troisième personne du singulier et du pluriel, on distingue deux séries de pronoms personnels, la première commençant par i/இ, exprimant la proximité du locuteur avec la ou les personnes désignées (ivaṉ/இவன், il, la personne proche), et la seconde par a/அ, exprimant l'éloignement (avaṉ/அவன், il, la personne éloignée). Les pronoms personnels de la troisième personne servent également d'adjectifs démonstratifs. Le tamoul se distingue aussi par l'existence des pronoms honorifiques ou de politesse spécifiques aux deuxième et troisième personnes du singulier.
| Personne     | Nominatif     | Prononciation     | Français                                | Racine pour les autres cas           |
| ------------ | ------------- | ----------------- | --------------------------------------- | ------------------------------------ |
| 1. sg.       | நான்            | nāṉ               | je                                      | என்/eṉ ex. à l'acc. என்னை, au dat. எனக்கு |
| 2. sg.       | நீ             | nī                | tu                                      | உன்/uṉ ex. உன்னை...                     |
| 2. sg.       | நீர்            | nīr               | vous (honorifique)                      | உம்/um ex. உம்மை...                     |
| 3. sg. m.    | இவன் / அவன்     | ivaṉ / avaṉ       | il proche / il éloigné                  | இவன் / அவன் ex. இவனை...                 |
| 3. sg. f.    | இவள் / அவள்     | ivaḷ / avaḷ       | elle proche/éloigné                     | இவள் / அவள் ex. இவளை...                 |
| 3. sg. m./f. | இவர் / அவர்     | ivar / avar       | il/elle de politesse proche/éloigné     | இவர் / அவர் ex. இவரை...                 |
| 3. sg. n.    | இது / அது       | itu / atu         | il/elle proche/éloigné (objet)          | இது / அது ex. இதை                       |
| 1. pl.       | நாங்கள்          | nāṅkaḷ            | nous (exclusif)                         | எங்கள்/eṅkaḷ ex. எங்களை...               |
| 1. pl.       | நாம்            | nām               | nous (inclusif)                         | நம்/nam ex. நம்மை...                    |
| 2. pl.       | நீங்கள்          | nīṅkaḷ            | vous et vous de politesse               | உங்கள்/uṅkaḷ ex. உங்களை...               |
| 3. pl. m./f. | இவர்கள் / அவர்கள் | ivarkaḷ / avarkaḷ | ils/elles de politesse proches/éloignés | இவர்கள் / அவர்கள் ex. இவர்களை...           |
| 3. pl. n.    | இவைகள் / அவைகள்   | ivaikaḷ / avaikaḷ | ils/elles proches/éloignés              | இது / அது ex. இவைகளை...                  |

Exemple avec « partir » : 
je pars pour le Sri Lankanāṉ Ilankaikku pōkiṟēn
tu pars pour Singapournī Siṅkapūrukku pōkiṟāy
il part pour la Birmanieavar (il de politesse) Barmāvukku pōkiṟār
avaṉ Barmāvukku pōkirāṉ

### Verbes
La syntaxe est marquée par la position du verbe conjugué, toujours à la fin de la phrase. Les verbes sont divisés en deux groupes :
- les verbes « forts » : le radical du présent finit en « k » prononcé G ou H (exemple : ponga, aller) ;
- les verbes « faibles » : le radical du présent finit en « kk » prononcé K (exemple : koḍukka, donner).

Généralement, seul le verbe principal est conjugué en fonction du sujet ; les autres verbes prennent une forme infinitive ou dépendant de leur rôle et ne portent pas la marque de la personne.
Le tamoul possède dans son paradigme verbal deux flexions distinctes, positive et négative.

## Vocabulaire
Les termes français dérivés du vocabulaire tamoul sont rares. On trouve parmi eux le terme marin de catamaran et les termes d'origine tamoule et plus largement dravidienne orange et curry (cari en français vieilli).

## Exemples de texte tamoul
மனிதப் பிறவியினர் சுதந்திரமானவர்கள்; மதிப்பிலும், உரிமைகளிலும் சமமானவர்கள்.

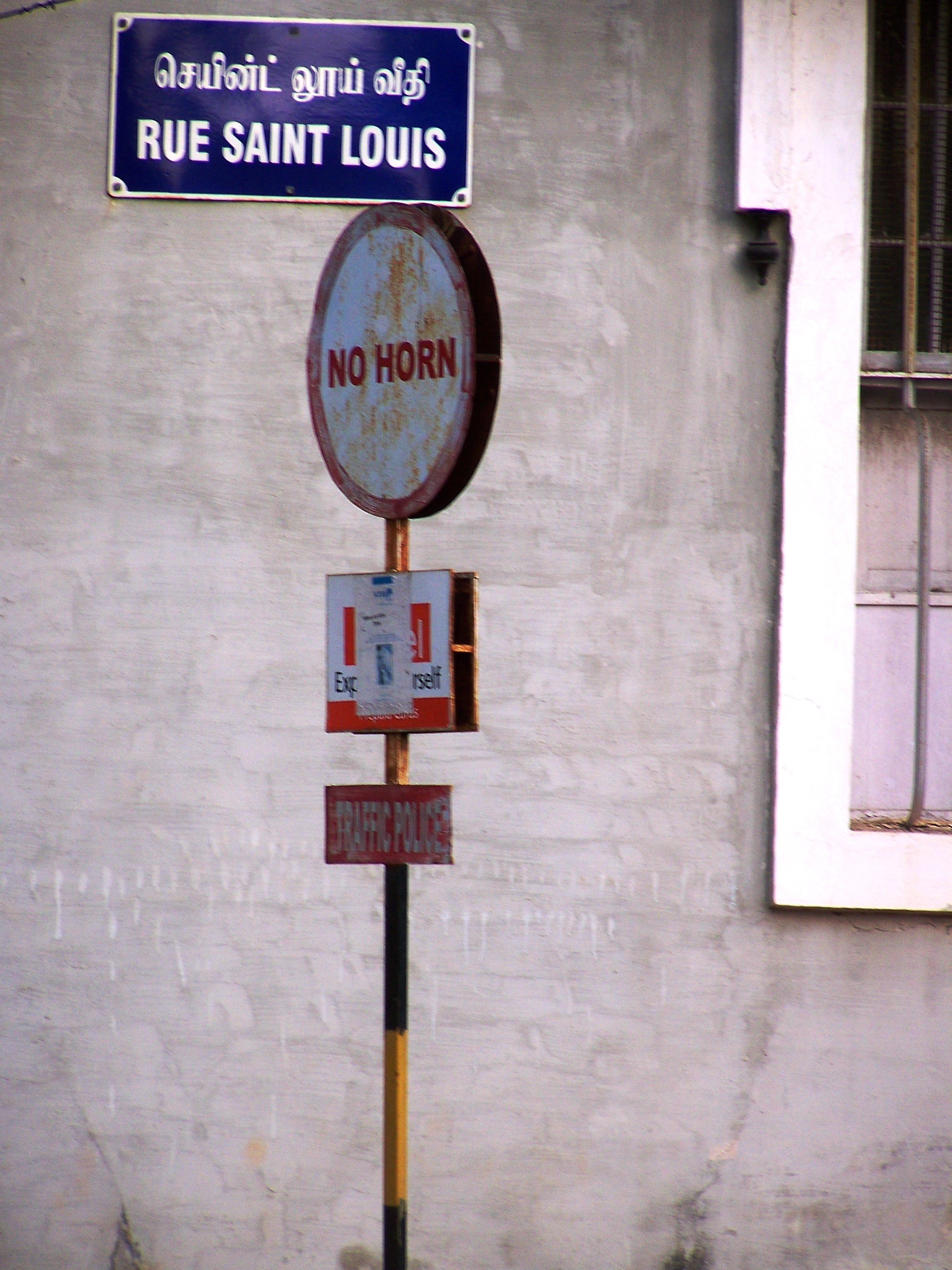
Signalisation bilingue tamoul - français à Pondichéry. L'inscription en tamoul est செயின்ட் லூய் வீதி, seyint lūy vīdhi.

- Il s'agit de la première phrase de l'article premier de la déclaration universelle des droits de l'homme.
- Transcription : Manithap piraviyinar suthanthiramaanavarkal, madhippilum, urimaikalilum samamaanavarkal.
- Traduction mot à mot : Humains êtres (sont) libres; dignité-dans-et, droits-dans-et (sont) égaux.

### Lexique et phrases
- ஆமாம் (Āmām) — Oui
- இல்லை (Illai) — Non
- வணக்கம் (Vaṇakkam) — Bonjour
- எப்படி இருக்கீங்க? (Eppaṭi irukkīṅka?) — Comment allez-vous?
- நல்லா இருக்கின்றேன். (Nallā irukkīṅṟēn.) — Je vais bien.
- மிக்க நன்றி. (Mikka naṇṟi.) — Merci beaucoup.
- உங்கள் பெயர் என்ன? (Uṅkaḷ peyar eṉṉa?) — Quel est votre nom?
- என் பெயர்… (Eṉ peyar…) — Je m'appelle…
- வருகிறேன். (Varukiṟēn.) — Au revoir.
- நீங்கள் எங்கிருந்து வருகிறீர்கள்? (Nīṅkaḷ eṅkiruntu varukiṟīrkaḷ?) — D'où venez-vous?
- எனக்கு தமிழ் பேசத் தெரியாது. (Eṉakku tamiḻ pēcat teriyātu.) — Je ne sais pas parler le tamoul.
- என்னை மன்னிக்கவும். (Eṉṉai maṉṉikkavum.) — Je suis désolé.
- நான் சோர்வாக இருக்கிறேன். (Nāṉ cōrvāka irukkiṟēṉ.) — Je suis fatigué.
- எனக்கு உடம்பு சரியில்லை. (Eṉakku uṭampu cariyillai.) — Je suis malade.
- எனக்கு நேற்று முதல் உடம்பு சரியில்லை. (Eṉakku nēṟṟu mutal uṭampu cariyillai.) — Je suis malade depuis hier.
- எனக்கு உதவுங்கள்! (Eṉakku utavuṅkaḷ!) — Aidez-moi!
- நான் தொலைந்துவிட்டேன். (Nāṉ tolaintuviṭṭēṉ.) — Je suis perdu.
- நான் சென்னைக்கு போறேன். (Nāṉ ceṉṉaikku pōṟēṉ.) — Je vais à Chennai.
- எனக்கு சென்னை செல்ல வேண்டும். (Eṉakku ceṉṉai cella vēṇṭum.) — Je veux aller à Chennai.
- அருங்காட்சியகம் / விமான நிலையம் / தெரு /உணவகம் / ஹோட்டல் / இந்து கோவில் எங்கே? (Aruṅkāṭciyakam / vimāṉa nilaiyam / teru / uṇavakam / hōṭṭal / intu kōvil eṅkē?) — Où est le musée / aéroport / rue / restaurant / hôtel / temple hindou?
- நான் ஒரு கனடியன் / பிரெஞ்சு / அமெரிக்கன் /பெல்ஜிய குடிமகன். (Nāṉ oru kaṉaṭiyaṉ / pireñcu / amerikkaṉ / peljiya / cuvis kuṭimakaṉ.) — Je suis un citoyen canadien/français/américain/belge/suisse.